# Napeogenes cranto
Napeogenes cranto är en fjärilsart som beskrevs av Felder 1865. Napeogenes cranto ingår i släktet Napeogenes och familjen praktfjärilar. Inga underarter finns listade i Catalogue of Life.